# Macromolecules (revista)
Macromolecules (abreviatura Macromolecules) és una destacada revista científica dedicada a la química orgànica. És publicada des del gener del 1968 per la Societat Química Americana. El seu factor d'impacte és molt alt, 5,927 el 2013, any en què fou la més citada en la sega categoria (101 162 cops). Ocupa la 2a posició de qualitat de revistes dedicades a la química inorgànica en el rànquing SCImago, la 3a posició de qualitat de revistes dedicades als polímers i plàstics, i la 8a en la categoria de química orgànica.
Macromolecules publica investigacions original en tots els aspectes fonamentals de la ciència macromolecular incloent la síntesi, els mecanismes i la cinètica de polimerització, modificació química, característiques de dissolució/massa fosa/d'estat sòlid, i propietats superficials de polímers orgànics, inorgànics, i d'origen natural. Els articles mostren conceptes innovadors sobre mètodes experimentals, observacions i plantejaments teòrics. Les investigacions es presenten en forma d'informes complets, comunicacions breus a l'editor i notes tècniques.